# Nanobiotecnologia
A nanobiologia, nanobiotecnologia  ou bionanotecnologia ("nano"= estruturas na escala nanométrica; "bio" = produtos biológicos; "tecnológicos" = desenvolvimento de novos produtos e materiais) é um ramo interdisciplinar entre a biologia e nanotecnologia que abrange quatro grandes áreas de aplicação como :
- nanomedicina
- física-médica
- nanocosmecêutica
- desenvolvimento de nanofármacos

Em vista do grande número de produtos tecnológicos no mercado, o uso da nanotecnologia vem sendo amplamente discutido juntamente com a sociedade quanto a possíveis riscos como contaminação ao meio ambiente e mesmo de lançamento de produtos nano que apresente toxicidade elevada. Recentes discussões abrangem o emprego das nanobiotecnologias com geração de resíduos que não agridam o meio ambiente.
Em razão a isso, tem se colocado as nanobiotecnologias para substituir outros tipos de processos mais poluidores, utilizando-as com uma devida responsabilidade social.
A nanotecnologia está ligada à manipulação da matéria em escala nanométrica, ou seja, uma escala tão pequena quanto a de um bilionésimo do metro. Na escala nanométrica, os átomos revelam características peculiares, podendo apresentar tolerância à temperatura, cores, reatividade química, condutividade elétrica, ou mesmo exibir força de intensidade extraordinária. Estas características explicam o interesse industrial pelos nanomateriais que já são fabricados em toneladas para emprego em cosméticos, tintas, revestimentos, tecidos, catalisadores ou para proporcionar mais resistência aos materiais.
Multidisciplinar por natureza, a nanotecnologia tem o potencial de revolucionar amplamente vários campos tecnológicos e científicos, como os da biologia, da física, química e engenharia. Quando aplicada às ciências da vida recebe o nome de nanobiotecnologia. As proposições da nanobiotecnologia são inúmeras e falar delas pode, muitas vezes, parecer que se está descrevendo cenas de um filme de ficção científica.
No fantástico mundo da nanobiotecnologia será possível a invenção de dispositivos ultrapequenos que, usando conhecimentos da biologia e da engenharia, devem examinar, manipular ou imitar os sistemas biológicos. Assim, superfícies nanofabricadas com padrões estruturais poderiam fazer crescer artificialmente ilhas pancreáticas e reverter os efeitos da diabetes. Outros nanodispositivos poderiam funcionar como kits de reparo de neurônios para pessoas com mal de Parkinson ou doença de Alzheimer.
Certos dispositivos minúsculos seriam capazes de percorrer todo o organismo para encontrar e destruir vírus ou células cancerosas, reparar danos feitos pela radiação; outros poderiam transportar de forma ultraespecífica drogas diretamente para o alvo. Determinados dispositivos médicos, os nanorobôs, poderiam ter biomotores empregando energia do próprio organismo e partes móveis não maiores que uma molécula de proteína. Alguns deles poderiam ser usados para desobstruir os vasos sanguíneos.
Biossensores para poluentes ainda não possíveis com a tecnologia vigente constituem um outro alvo da nanobiotecnologia; aplicados à saúde pública, poderiam levar à detecção de contaminantes bacterianos em água e alimentos, encontrar melhores formas de detectar baixos níveis de toxinas ou proporcionar diagnósticos laboratoriais mais rápidos.
De maneira geral, a nanobiotecnologia poderá levar à descoberta acelerada de drogas, com menor custo.
Se por um lado ainda está longe (cerca de 10, 20 anos) a viabilidade de construção de grande parte desses nanodispositivos, hoje é bastante plausível o uso de nanossistemas para veiculação de drogas e tratamento de inúmeras doenças, como os que se baseiam em lipossomos e nanopartículas. Estes sistemas ficam especialmente interessantes se forem construídos a partir de materiais magnéticos.
Uma simples injeção pode liberar milhares e até milhões de partículas magnéticas, ou nanoímãs, na corrente sanguínea de uma pessoa. Essas partículas poderiam, a seguir, ser conduzidas para uma região específica do corpo por meio de um campo magnético externo. Uma das aplicações possíveis para esse sistema constituído por nanoímãs é o transporte de drogas quimioterápicas especificamente para a área do tumor, sem que estas drogas afetem os tecidos normais. Considerando que nos dias de hoje os quimioterápicos para câncer têm que ser administrados em altas doses para que possam destruir as células tumorais e que, sendo altamente tóxicos, acabam afetando também os tecidos normais do organismo, podendo gerar até mesmo um câncer secundário, esta aplicação da nanobiotecnologia assume importância considerável. É uma forma de se obter a maximização do efeito da droga, minimizando seus efeitos colaterais.
Uma outra aplicação interessante para as nanopartículas magnéticas vem da possibilidade de associá-las a anticorpos monoclonais, moléculas feitas sob medida para reconhecer e se ligar às células tumorais. A associação de partículas magnéticas às células tumorais aumenta a sensibilidade em exames de ressonância magnética, proporcionando um diagnóstico mais precoce de metástases tumorais uma vez que, dessa forma, é possível a detecção de metástases com menos de 1mm de diâmetro, o que é impossível atualmente. Como se sabe, a metástase é um dos graves problemas associados ao câncer, pois dificulta o extermínio total das células tumorais. Quanto mais cedo puderem ser detectadas, maiores as chances de que o tratamento para o câncer venha proporcionar um resultado favorável para o paciente. Mas as vantagens desse método não cessam aí. Uma vez detectada a presença de células tumorais por sua associação com as partículas magnéticas, pode-se fazer com que estas partículas comecem a vibrar pela ação de um campo magnético externo ao organismo. Essa vibração das partículas magnéticas dissipará o calor nas células tumorais associadas, provocando sua lise e morte. O processo, conhecido como magnetotermocitólise (morte celular por calor gerado magneticamente), é, portanto, uma aplicação fantástica dos processos nanobiotecnológicos, pois leva à destruição específica de células cancerosas, sem afetar as células normais dos tecidos vizinhos.
Um dos desafios para o uso das partículas magnéticas é controlar sua rejeição pelo organismo. Para tal, elas devem estar recobertas por material biocompatível. Outro não menos importante é ligar o anticorpo às partículas magnéticas de forma que ainda continue apto a encontrar as células tumorais.
Liderada pela Universidade de Brasília (UnB), esta pesquisa em nanobiotecnologia empregando sistemas magnéticos é alvo de pesquisadores das áreas de biologia, física e química que integram parte da Rede de Pesquisa em Nanobiotecnologia (MCT/CNPq).
A nanobiotecnologia tem levado à produção de novos materiais e, como é bastante recente, os riscos para a saúde humana e ambiente ainda não estão suficientemente avaliados. Pertencendo a uma escala nanométrica, as partículas podem atravessar poros e se acumular em determinadas células. Não se tem ideia dos efeitos de uma longa permanência de partículas magnéticas dentro do organismo. Por outro lado, penetrando em bactérias, as partículas poderiam vir a fazer parte de cadeias alimentares. Alertados para a necessidade de identificar o impacto dos novos nanomateriais na saúde, nosso grupo de pesquisa tem feito inúmeros estudos para melhor conhecer o comportamento biológico desses novos materiais.
Concretizar todo o potencial da biotecnologia não será tarefa fácil. Os nanobiotecnologistas precisarão dos conhecimentos das áreas envolvidas - biologia, física, química, farmácia, engenharia - cruzar barreiras, usar as habilidades e as linguagens das várias ciências que necessitam para fazer os sistemas vivos e os artificiais trabalharem lado a lado. Precisarão também dos incentivos e investimentos no desenvolvimento da área por parte do estado e do setor produtivo.